# ヨウラクラン
ヨウラクラン Oberonia japonica (Maxim.) Makino は小型のラン科植物。ぶら下がるように着生し、穂状の花序を垂らす。

## 特徴
常緑性の多年草で着生植物。複数の茎が寄り集まるように出て、下向きに垂れる。茎は短く、葉が密に出る。偽鱗茎はない。茎の長さは1-4cmになり、葉が4-10つく。葉は袴状で左右から扁平になっており、長さ1-3cm、幅は2-5mm、先端は急に狭くなって尖る。
花期は4-6月。茎の先端から花序が出る。花序は長さ2-8cmで細長く垂れ、ごく小さな花を多数つける。個々の花は輪生状に着く。花の基部には細い苞があり、卵状披針形、膜質で長さ0.5-2mm、先端が鋭く尖る。花は淡い黄褐色で、萼片は長さ0.5mm、広卵形で先端が丸い。側花弁は萼片よりやや短くて卵形。唇弁は全体としては基部が幅広く、倒卵円形だが、先端は深く切れ込む。基本的には側裂片と中裂片に分かれるが、中裂片がさらに三裂するので、全体としては５裂して見える。その中で中裂片の中央の裂片が一番小さい。
名前の由来は瓔珞蘭であり、花序の垂れ下がる様を瓔珞（ようらく・インドで貴族が身につける装身具）になぞらえたものである。他に紅葉蘭、檜扇蘭の名もあり、いずれも葉が扇のように広がってつく事による。前者はこれをモミジの葉に見立てたものである。

## 分布と生育環境
本州から琉球列島に分布する。本州では北は宮城県まで知られる。樹木の幹に着くが、岩の上に出る事もある。

## 分類
この種が属するヨウラクラン属は世界に約300種があり、日本ではこの種の他に以下の種がある。
- O. variabilis Kerr オオバヨウラクラン

本種とよく似ているが、より大型で、特に葉幅が5-8mmと大きい。また、唇弁の形などにも差がある。本州南岸部以南に分布し、国内では

## 利害
鑑賞価値はほとんど無い。が、採取の対象とされ、各地で減少している。多くの府県で絶滅危惧のどれかに取り上げられており、情報不足とする県も少なくない。